# 愛里ひな
愛里 ひな（あいり ひな、1988年11月28日 - ）は、日本の元AV女優。
大阪府出身、バービープロ所属。

## 略歴
2007年の春頃にAVデビュー。2008年1月、突然引退を発表した。
2013年5月、妄想族より発売の作品で短期間の復帰。

## 作品

### 2007年
- 僕の好きな妹（3月10日、ビービーエス）
- 大阪ムスメ みかちゃん 19歳（3月23日、プレステージ）
- ブルーベリー・パニック（4月20日、ビービーエス）
- スクールガール ひな（6月23日、オーロラプロジェクト）
- エスカレートするドしろーと娘 110 ひーたん（7月2日、プレステージ）
- eighteen18歳限定。 ロ●ータの好奇心 初撮り 愛里ひな18歳（7月5日、eighteen）
- ワリのいいバイトをはじめた娘。25 ひな（7月11日、プレステージ）
- モリッ娘 ウォーカー 04（7月11日、プレステージ）
- 校内援交 04（8月1日、プレステージ）
- 女学生エロス 転校生ひなの夏休み（8月4日、ヒビノ）
- ザ・女子大生狩り 13（8月10日、クリスタル映像）
- ハイジ3 少女愛 〜お留守番〜（8月16日、アイエナジー）
- 少女伝説 05（8月23日、プレステージ）
- ちゅ〜ぼ〜ど〜る HINA零号機（8月25日、チェリーズ）
- コイビトシャシン 02（8月25日、大洋図書）
- 初恋（9月1日、グラフィス）
- 田舎女子校生 11（9月1日、プレステージ）
- 長門ユウキ 有機アンドロイドコスプレギャラリー（9月6日、イフリート）
- 僕は妹とセックスする 完全近○相姦（9月20日、ホットエンターテイメント）
- 清純中○生まんすじ体感記（9月22日、グローリークエスト）
- 女子校生制服騎乗 9（9月28日、クリスタル映像）
- 常磐線 U-18無料案内所 援交一週間 ひな（9月29日、チェリーズ）
- 禁断介護8 〜新卒介護ヘルパーと老人の性〜（10月13日、グローリークエスト）
- くちびる 愛里（10月15日、ワープエンタテインメント）
- 義理のおじいちゃんに汚される孫娘たち（10月20日、ホットエンターテイメント）
- 中出し専用セックスドール33発!!（10月26日、メディアバンク）
- ひな 籠の鳥（10月26日、メディアステーション）
- 萌え乳 ひなタン AKIBAメイド狩り（10月27日、チェリーズ）
- 中出し女子校生暴行 膣にタップリ出してやるぜ!!3時間（11月9日、ビッグモーカル）
- ぎゃるるるる 4in1パック 特典ディスク付BOX 〜3人で乱交しちゃった!〜（11月16日、ケイ・エム・プロデュース）…
- ぎゃるるるる 時東●み 〜ゅみみ編〜（11月16日、ケイ・エム・プロデュース）
- 超激似！！広○涼子（11月18日、SODクリエイト）
- きら☆すた さくら奈々（11月23日、TMA）
- 上京修学旅行生 めばえたての淫行 ひな（11月24日、チェリーズ）
- 制服美少女に悪戯（11月25日、イエロー）
- 君と放課後（12月7日、映天）
- 黒髪女子校生 6（12月14日、ビッグモーカル）
- SUND★ME!!（12月15日、ワープエンタテインメント）
- 連続50連発!たっぷり真性生中出しスペシャル!（12月17日、メディアステーション）
- ふたなり禁断の兄弟愛（12月20日、イマージュ）
- 巨乳制服美少女学園（12月25日、イエロー）
- TMA2007COMPLETE 上下巻2枚組8時間（12月28日、TMA）
- あの日 のおもひで 壱（12月28日、I.B.WORKS）

### 2008年
- 妹の性器（1月16日、ロータス）
- 萌えっ娘 痴女 だぶるぷに ひな さやか（1月18日、レアル・ワークス）
- 青い性欲（1月19日、ドグマ）
- 手コキでベロちゅ～（1月25日、イエロー）
- TMAコスプレドラマCOLLECTION 2枚組8時間（1月25日、TMA）※総集編
- 杏里＆ひな 思春期の悪夢（2月20日、ロータス）
- Black Max Cafeへようこそ!（2月22日、マックス・エー）
- アンダースコートしか見たくない! 4時間（2月22日、TMA）
- LOVE DOLL ひな百式（2月25日、オーロラ・プロジェクト）
- らき☆ちゅた ☆4時間SPECIAL!!☆（3月13日、MOODYZ）
- 女子校生監禁飼育（3月15日、大洋図書）
- 家出美少女（3月28日、マックス・エー）
- 君と放課後 Vol.1（3月28日、映天）
- おじさん、これな〜に? 2（4月15日、ケー・トライブ）
- 女子校生と3P（4月30日、Jump）
- ロリータイラマチオ強制口内中出し（5月1日、NIRVANA）
- 官能小説朗読オナニ〜 2（5月19日、イエロー）

### 2013年
- 街の女の子 ひな 18歳 ［大学生］（5月19日,Real Shodo/妄想族）